# César Povolny
César Povolny (auch Martin Povolny oder Czeslaw Povolny, * 19. Juli 1914 in Recklinghausen; † unbekannt) war ein französischer Fußballspieler auf der Position eines Abwehrspielers und im defensiven Mittelfeld.

## Werdegang
Povolny wurde kurz vor Ausbruch des Ersten Weltkriegs als Sohn polnischer Eltern in Recklinghausen geboren. 1921 wanderte die Familie nach Frankreich in die Bergbauregion bei Bully-les-Mines und Grenay im Pas-de-Calais aus, wo Povolny später auch in einer Mine arbeitete. Am 1. September 1937 wurde er eingebürgert und erhielt die französische Staatsbürgerschaft.
Über seinen weiteren Werdegang ist wenig bekannt. Er spielte in den 1930er Jahren für Le Havre AC. 1938 gewann er mit Le Havre die Meisterschaft in der Division 2 und stieg in die Division 1 auf. Im selben Jahr wurde er ohne vorigen Einsatz in der Nationalmannschaft in das französische Aufgebot für die Fußball-Weltmeisterschaft 1938 berufen. Während des Turniers wurde er jedoch nicht eingesetzt. Er bestritt auch nach der Weltmeisterschaft kein Spiel für das französische Team.